# Bhabua
Bhabua (o Bhabhua) è una suddivisione dell'India, classificata come municipality, di 41.507 abitanti, capoluogo del distretto di Kaimur, nello stato federato del Bihar. In base al numero di abitanti la città rientra nella classe III (da 20.000 a 49.999 persone).

## Geografia fisica
La città è situata a 25° 3' 0 N e 83° 37' 0 E e ha un'altitudine di 75 m s.l.m..

## Società

### Evoluzione demografica
Al censimento del 2001 la popolazione di Bhabua assommava a 41.507 persone, delle quali 22.583 maschi e 18.924 femmine. I bambini di età inferiore o uguale ai sei anni assommavano a 6.521, dei quali 3.422 maschi e 3.099 femmine. Infine, coloro che erano in grado di saper almeno leggere e scrivere erano 27.198, dei quali 16.522 maschi e 10.676 femmine.